# Зелиње
Зелиње је насељено мјесто у општини Зворник, Република Српска, БиХ. Према попису становништва из 2013. у насељу је живјело 398 становника.

## Географија
Зелиње је смјештено на обали реке Дрине.

## Становништво
Према званичним пописима, Зелиње је имало сљедећи етнички састав становништва:
| Националност | 1991.        | 1981.        | 1971.        | 1961.        |
| Срби         | 524 (99,05%) | 705 (99,58%) | 683 (99,42%) | 690 (97,32%) |
| Хрвати       | -            | -            | -            | 2 (0,28%)    |
| Југословени  | 4 (0,76%)    | 2 (0,28%)    | -            | -            |
| Муслимани    | -            | 1 (0,14%)    | -            | -            |
| остали       | 1 (0,19%)    | -            | 4 (0,58%)    | 17 (2,40%)   |
| Укупно       | 529          | 708          | 687          | 709          |

| Аустроугарски пописи | 1910.        | 1885.        | 1879.        |
| Православци          | 489 (99,79%) | 416 (99,52%) | 380 (100,0%) |
| Римокатолици         | 1 (0,21%)    | 2 (0,48%)    | -            |
| Укупно               | 490          | 418          | 380          |

## Занимљивости
У селу је снимљен југословенски филм Лептирица.